# Paul Thiry d'Holbach
Pour les articles homonymes, voir Dietrich et Thiry.
Paul Thiry, baron d’Holbach (en allemand : Paul Heinrich Dietrich von Holbach), né le 8 décembre 1723 à Edesheim et mort le 21 janvier 1789 à Paris, est un savant, encyclopédiste et philosophe matérialiste d’origine allemande et d’expression française.

## Biographie
Issu d'une famille modeste, d'Holbach naît au no 4 de la Ludwigstrasse à Edesheim, ville située alors dans la principauté épiscopale de Spire, aujourd'hui en Rhénanie-Palatinat.
On ne connaît pas la profession de son père, Johann Jacob Tiry (1672-1756), dont on sait seulement qu’il est analphabète et signe son nom d’une croix. Son oncle Westerbourg - dont il épousera successivement les deux petites-filles – est cordonnier. Son grand-père maternel, Johann Jakob Holbach († 1723) a réussi à sortir du milieu du petit artisanat : il est percepteur des taxes ecclésiastiques (teleonarius et civis) des princes-évêques de Spire, Henri-Hartard de Raville et Damien de Schönborn-Buchheim, charge modeste qui est sans doute à l’origine de la brillante destinée financière de son fils unique, François-Adam Holbach, qui fait fortune à Paris grâce au Système de Law, s'achète 100 000 livres une charge de secrétaire du roi (la « savonnette à vilains », machine à anoblir et à combler le déficit du Trésor royal)  et s’octroie le titre de baron, se prétendant issu d'une famille noble de l'Empire.
Paul-Henri ne devait jamais tout au long de sa vie évoquer ses parents qu’il quitte à l’âge de sept ans, adopté par son oncle célibataire qui désire ardemment une postérité pour transmettre son titre nouvellement acquis et sa fortune. Avant la naissance de Paul-Henri, le premier baron d’Holbach avait déjà adopté la fille de sa sœur Margarete, la femme du cordonnier. Il l’avait fait élever et marier avantageusement à Nicolas Daine, protégé du secrétaire d'État à la Guerre Claude Le Blanc. Le couple mit au monde quatre enfants dont deux filles qui devaient épouser successivement leur cousin Paul-Henri.
En 1744, son oncle l'inscrit à la faculté de droit de l'université de Leyde, ville la plus peuplée des Pays-Bas après Amsterdam. L'université, une des premières d'Europe, est protestante alors que le baron est catholique, ce qui suggère un esprit non conformiste et une indifférence en matière de religion de la part de ce dernier. Paul-Henri étudie le droit, mais aussi avec enthousiasme la physique, la médecine, la chimie et la métallurgie. Il fréquente un petit cercle - que l'on connait grâce aux Mémoires d'Alexander Carlyle - de jeunes britanniques fortunés destinés à de brillantes carrières dans les lettres et la politique. Il s'y lie en particulier d'amitié avec John Wilkes, futur homme politique et journaliste britannique, amitié qui durera toute sa vie.
Après son départ de Leyde, le jeune Thiry passe quelques mois au château de Heeze propriété de son oncle pour s'occuper de la gestion du domaine, puis, à la fin de la guerre de Succession d'Autriche, revient à Paris s'installer avec le couple Daine, chez le baron, rue des Bons-Enfants. Il est alors qualifié d'avocat au Parlement, profession qu'il n'exerça jamais. Il se fait naturaliser français en 1749, une année après son oncle.
Pour resserrer les liens entre les familles d'Holbach et Daine, le baron organise son mariage, le 11 décembre 1750, avec sa cousine Basile Geneviève Suzanne Daine (1728-1754) et fait donation au jeune couple de sa terre et seigneurie de Heesse et Leende située dans la commune de Bois-le-Duc. Obligation est faite à Paul-Henri Thiry de porter désormais le nom et les armes de son oncle.

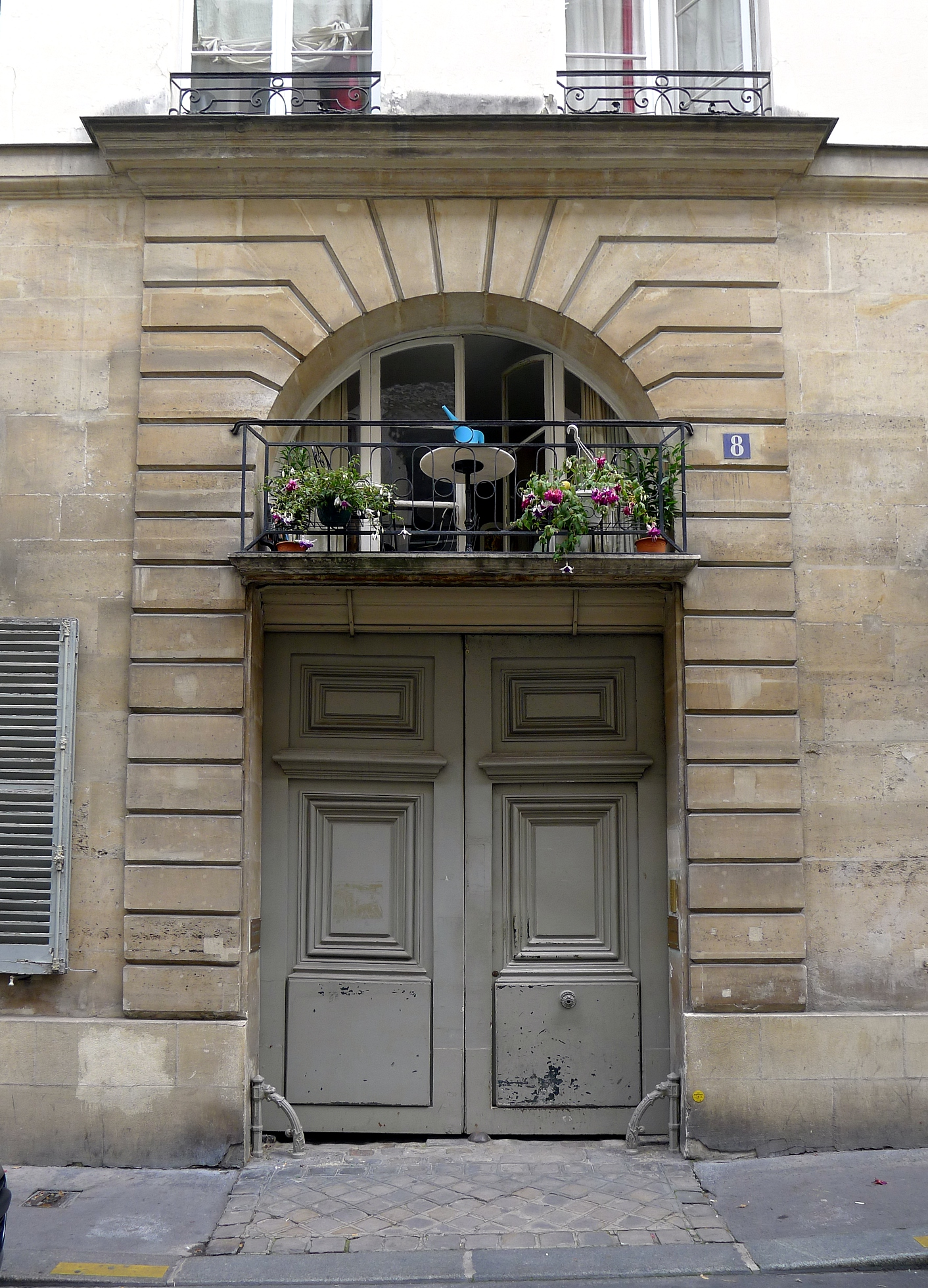
Entrée de l'hôtel particulier de d'Holbach à Paris. 8 rue Royale Saint-Roch.

Paul-Henri, désormais baron d'Holbach, a 27 ans. Il réside l'hiver à Paris, d'abord dans la rue Saint-Nicaise, puis à partir de 1759 dans un hôtel particulier, au no 8 de la rue Royale Saint-Roch et l'été au château de Grandval, près de Sucy-en-Brie, propriété de sa belle-mère et cousine, Suzanne Daine, veuve depuis 1755, qui se fait dorénavant appeler Mme d'Aine.
Il commence à donner à ses amis des soupers où sont abordés sans tabous tous les sujets de philosophie, d'art, de religion, de littérature et de politique et où chacun expose ses thèses et ses théories que tous écoutent avant de réagir à leur tour. Sa société, dont Diderot et  Grimm sont le noyau, rassemblent bientôt les plus marquants des encyclopédistes et des hommes de lettres français, Claude-Adrien Helvétius, Jean-Jacques Rousseau, Jean Baptiste Antoine Suard, Jean-François Marmontel ainsi que les étrangers de distinction qui viennent à Paris : David Hume, Wilkes, Laurence Sterne, Ferdinando Galiani, Cesare Beccaria, etc.

« Les membres les plus distingués de toutes les académies de la capitale composaient sa société et les convives de sa table, écrit Dominique-Joseph Garat et, suivant que les langues, l'Antiquité ou les sciences physiques étaient le sujet des entretiens, on pouvait le croire lui-même de toutes les académies, quoiqu'il ne fût et ne voulût être d'aucune. Il dévorait tout ce qui sortait des presses de toutes les nations et ne laissait échapper de sa vaste mémoire que ce qu'il voulait oublier. »

André Morellet écrit de son côté :

« Il avait régulièrement deux dîners par semaine, le dimanche et le jeudi : là se rassemblaient dix, douze et jusqu'à quinze et vingt hommes de lettres et gens du monde ou étrangers qui aimaient, et cultivaient même, les arts de l'esprit. Une grosse chère, mais bonne, d'excellent vin, d'excellent café, beaucoup de dispute, jamais de querelle ; la simplicité des manières qui sied à des hommes raisonnables et instruits, mais qui ne dégénérerait point en grossièreté ; une gaieté vraie sans être folle ; enfin une société vraiment attachante, et qu'on pouvait reconnaître à ce seul symptôme, qu'arrivés à deux heures, c'était l'usage en ce temps-là, nous y étions encore presque tous à sept et huit heures du soir. »

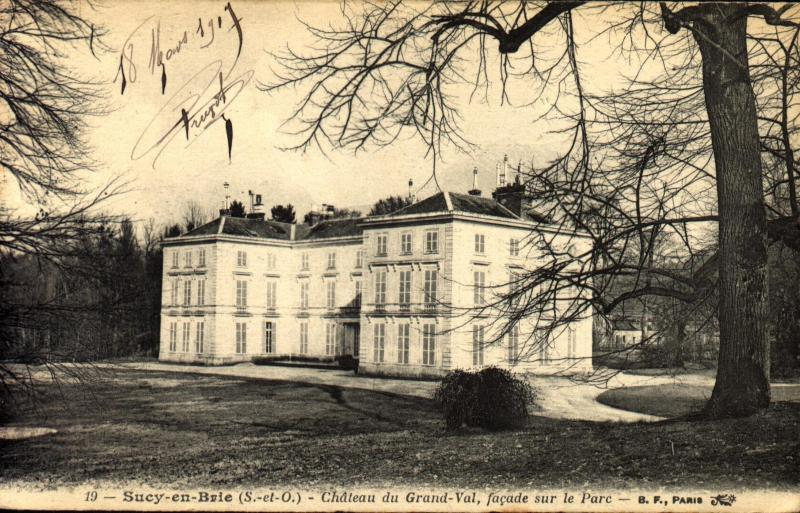
Château du Grand Val, façade sur le parc. En possession de Mme Suzanne d’Aine (belle-mère et cousine germaine). Carte illustrée de 1907.

A Grandval, sur les bords de la Marne, les invités couchent parfois plusieurs jours. Diderot, qui y fait de fréquents séjours, a laissé le récit de ces journées :

« Nous dînons, bien et longtemps. La table est servie ici comme à la ville, et peut-être plus somptueusement encore (...) Après dîner, les dames causent ; le baron s'assoupit sur un canapé, et moi je deviens ce qu'il me plaît. Entre trois et quatre, nous prenons nos bâtons et allons nous promener ; les femmes de leur côté, le baron et moi du nôtre. Nous faisons des tournées très étendues (...) Chemin faisant, nous parlons ou d'histoire, ou de politique, ou de chimie, ou de littérature, ou de physique ou de morale. Le coucher du soleil nous rapproche de la maison où nous n'arrivons guère avant sept heures. Les femmes sont rentrées et déshabillées. Il y a des lumières et des cartes sur une table. Nous nous reposons un moment ; ensuite nous commençons un piquet. Ordinairement le souper interrompt le jeu. Nous soupons. Au sortir de table, nous achevons notre partie. Il est dix heures et demie. Nous causons jusqu'à onze. A onze heures et demie, nous sommes tous endormis ou nous devons l'être. Le lendemain, nous recommençons. Voilà notre vie. »

Fréquemment malade, ombrageux mais ne pouvant se passer de compagnie, souvent en colère, D'Holbach est aussi un homme charmant, d'une grande générosité avec beaucoup de délicatesse. « Ses mauvais moments sont à peu près compensés par les bons » écrit Diderot qui ajoute : « D'une folie sans égale, il a de l'originalité dans le ton et dans les idées. Imaginez un satyre gai, piquant, indécent et nerveux, au milieu d'un groupe de figures chastes, molles et délicates. » Naigeon qui est de ses intimes confirme : « Je n'ai point connu d'homme d'une gaieté plus aimable, plus naturelle, plus vraie, et dont la plaisanterie piquante et d'un tour original ressemblât plus à ce que les Anglais appellent humour. »

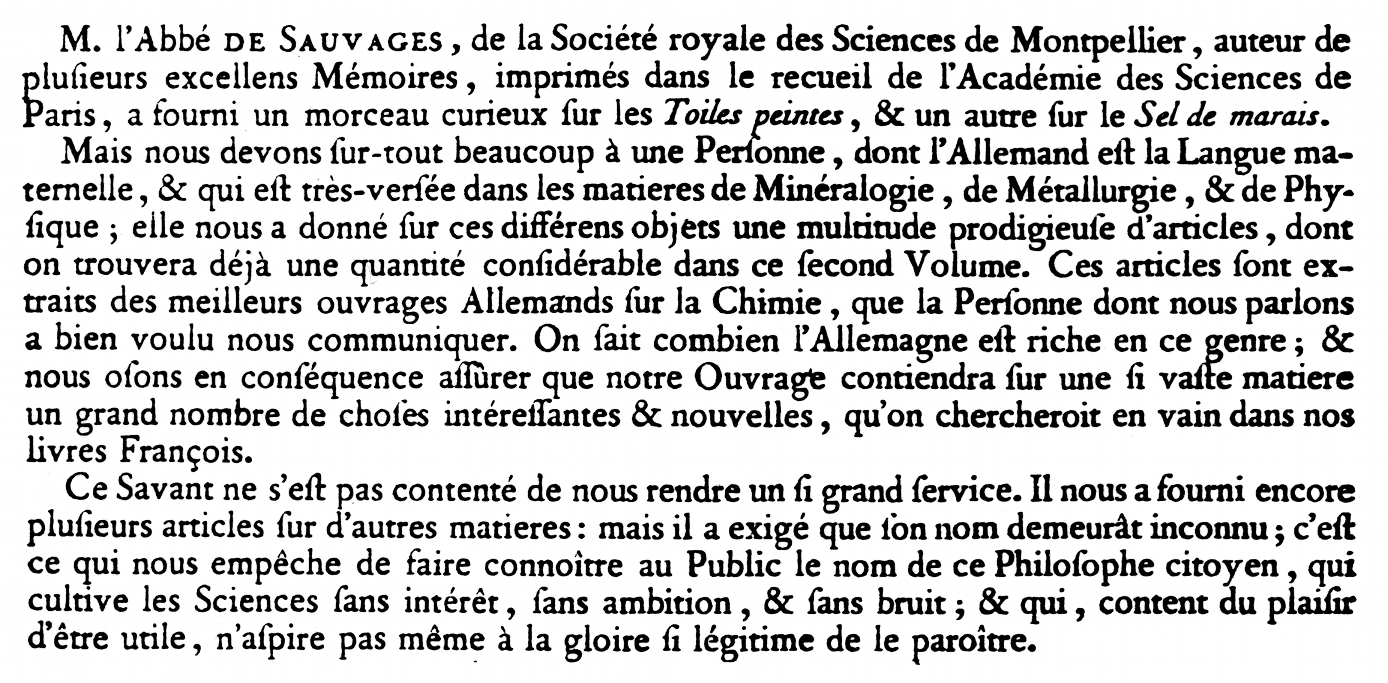
Avertissement du Tome II de l'Encyclopédie. L'anonymat de d'Holbach ne sera levé que dans le tome III

Il participe à l’Encyclopédie de Diderot et d’Alembert à partir de 1751 et rédige plus de 400 articles traitant de métallurgie, géologie, médecine, de minéralogie et de chimie,.

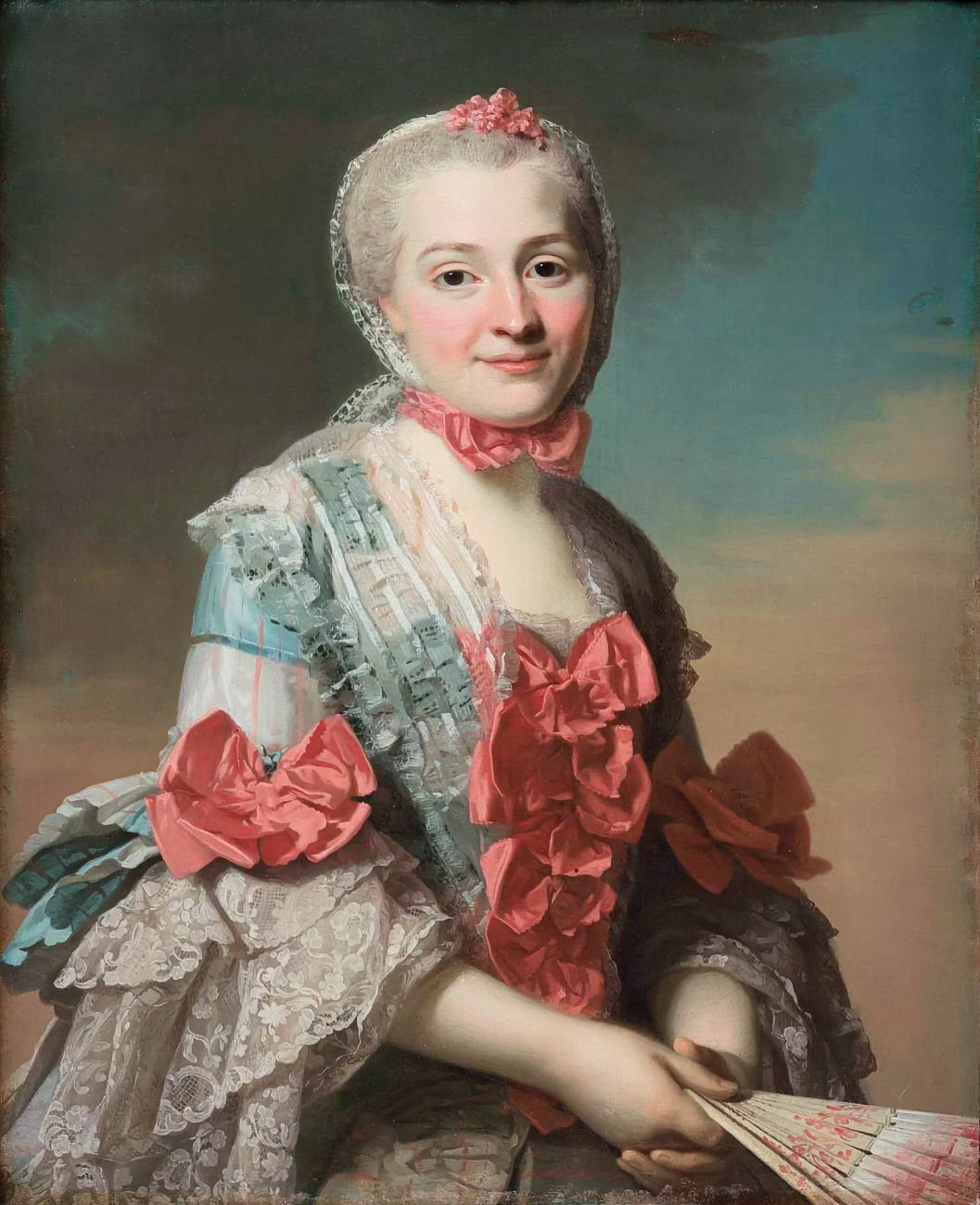
Charlotte-Suzanne d'Holbach, huile sur toile d’Alexandre Roslin.

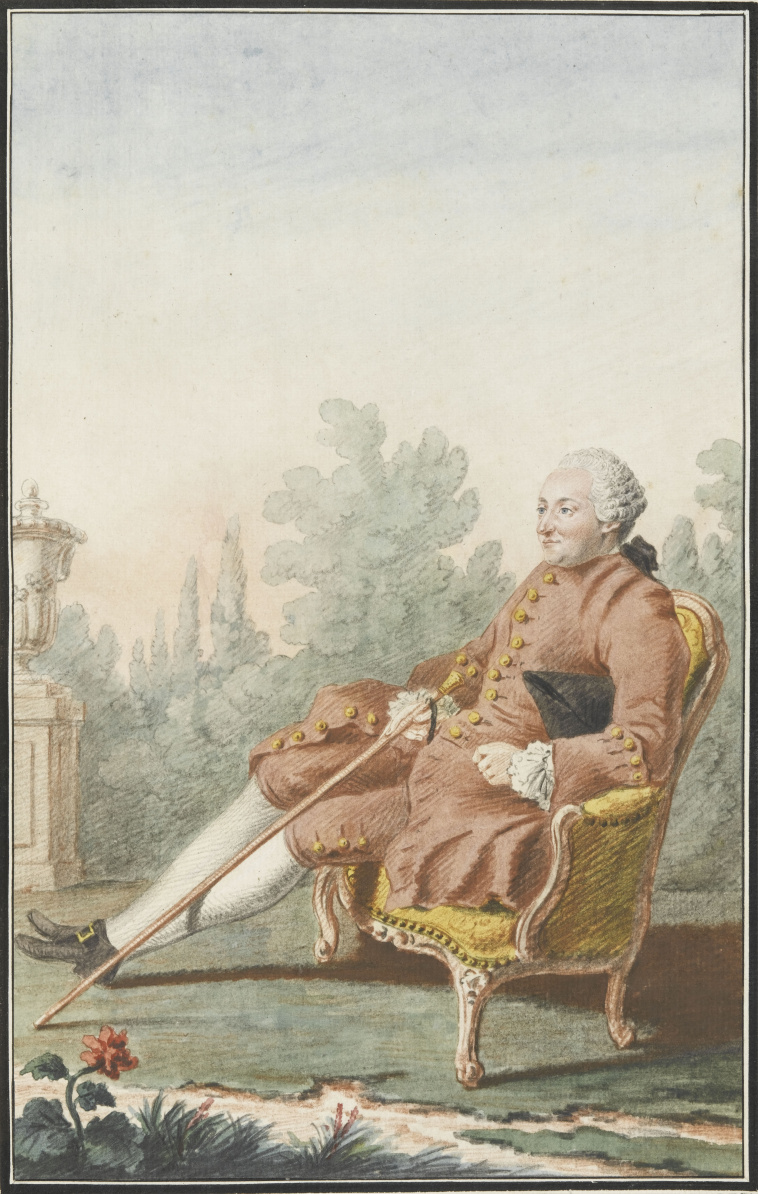
Tableau par Carmontelle, 1766 - Musée Condé, Chantilly.

En 1753, le premier baron d'Holbach meurt, léguant tous ses biens à part égale à son neveu et à sa nièce Mme d'Aine. L'année suivante, Paul-Henri au désespoir perd sa jeune femme de 25 ans. Grimm pour le distraire de son malheur le mène en voyage dans le sud de la France : Lyon, Marseille et Montpellier. C'est aussi par l'entremise de Grimm (selon Diderot) qu'il épouse en 1756 la sœur de sa défunte épouse, Charlotte Suzanne Daine (1733-1814), qui lui donnera un fils et deux filles. Il avait en outre un fils de son premier mariage.
La conversion d'Holbach au matérialisme athée ne peut être datée avec certitude, mais ses premiers livres militants commencent à circuler au début des années 1760. Il veut éclairer l'humanité sur le danger que représentent pour la santé morale des sociétés les croyances illusoires des religions et de ceux qui, par intérêt et malveillance, les diffusent et les imposent par une habile persuasion ou par la violence. En un temps où on risque la Bastille ou pire pour l'inculpation d'impiété, il publie ses livres incendiaires anonymement ou sous des noms d'emprunt. Le circuit du livre clandestin est complexe : le baron fait d'abord recopier son manuscrit car il ne veut pas que son écriture puisse être reconnue, puis il le brûle. Un passeur achemine la copie vers la Hollande ou l'Angleterre pour être imprimée. Le retour jusqu'à Paris est difficile : emballage sous de fausses reliures, bagages de voyageurs de confiance, colporteurs. Les exemplaires, très recherchés, sont chers et difficiles à trouver. Souvent le baron entend parler à sa table d'un de ses livres sans avoir pu s'en procurer un seul exemplaire.
Seuls ses amis les plus proches, dont Diderot, sont dans la confidence, la plus petite indiscrétion pouvant faire courir à d'Holbach un grave danger. Ils ne trahiront jamais le secret du vivant du baron. Personne ne se douta, tant qu'il vécut, qu'il était l'auteur de quatorze ouvrages originaux et d'une douzaine de traductions de l'anglais de livres antireligieux.
Son premier livre, Le Christianisme dévoilé, paru sous la signature de Nicolas Boulanger, fait l'objet de poursuites de la police en 1766. Il est condamné par le Parlement, lacéré et brulé publiquement le 18 août 1770.
Son oeuvre de maturité, le Système de la nature, véritable somme du matérialisme athée en deux volumes, paru sous le nom de Mirabaud, un académicien décédé, prétendument publié à Londres en 1770, est attribué à Voltaire, à Helvétius, à d'Alembert et surtout à Diderot ; mais d'Holbach n'est pas soupçonné. Le livre est condamné au feu par le Parlement et la police tente de saisir les exemplaires en circulation. Sollicité par l'Assemblée du clergé, le pape intervient auprès du roi pour mettre fin à cette profusion de livres impies.
On a cru longtemps, sur la foi de plusieurs témoignages, que Diderot avait activement collaboré au Système de la nature. On pense aujourd'hui que Diderot n'a fait, par amitié et comme un devoir fastidieux (« Tout mon temps au Grandval s'en va à blanchir les chiffons sales du baron »), qu'un travail de correction du style, sans toutefois parvenir, selon lui, à en éliminer la lourdeur (« On corrige une faute, mais non un vice général du style »).
En 1772-1776, il publie successivement Le Bon sens, La Politique naturelle et La Morale universelle. Le Bon sens est une nouvelle apologie de l'athéisme écrite pour un public plus large et moins exigeant. Selon la Correspondance littéraire de janvier 1773, périodique français manuscrit destiné à l’aristocratie européenne cultivée, il « met l'athéisme à la portée des femmes de chambre et des perruquiers ; c'est le catéchisme de cette doctrine, écrit sans prétention, sans enthousiasme, d'un style simple et précis, parsemé d'apologues pour l'édification des jeunes apprentis athées ». La Politique naturelle, qui parut en 1773 après le coup d'État de Louis XV contre le Parlement, est encore plus dangereux - et la Correspondance littéraire n'y fait aucune allusion - en légitimant la violence des peuples comme étant la seule réponse appropriée à l'indignité des rois. La révolution est un remède violent et dangereux mais il faut pourtant y recourir pour assurer la liberté sous un roi tyrannique.
Savant reconnu, d'Holbach est membre des Académies de Berlin (1752), de Mannheim (1766), de Saint-Pétersbourg (1780), entre autres. Franc-maçon, il est un invité régulier de la loge des Neuf Sœurs.
Il meurt le 21 janvier 1789. Il n'y a plus de raison de garder le secret de son oeuvre d'écrivain et de philosophe. Meister, le successeur de Grimm, le révèle dans la Correspondance littéraire de mars 1789 et Naigeon, qui a été son ami pendant 25 ans rédige sa notice nécrologique, dans le Journal de Paris du 9 février 1789.

## D'Holbach le salonnier
Il tenait table ouverte tous les jeudis et dimanches, ces dîners étaient très renommés, pour ses amis parmi lesquels Buffon, d’Alembert, J.-J. Rousseau, Helvétius, Mercier, Naigeon (son éditeur), Marmontel, La Harpe, Marie-Thérèse Geoffrin, Louise d'Épinay, Sophie d'Houdetot et des étrangers tels Melchior Grimm, Adam Smith, David Hume, Laurence Sterne, Ferdinando Galiani, Cesare Beccaria, Joseph Priestley, Horace Walpole, Edward Gibbon, David Garrick (pour l’essentiel cités dans la rapide biographie du second éditeur du Système de la nature, édition publiée en 1820). Au cours des réceptions, des articles de l’Encyclopédie sont préparés et rédigés. D’Holbach lui-même en rédige 428.
Ces salons, lieux de sociabilité mais aussi de débats philosophiques ou religieux, ont été un des centres de réflexion (avec les universités ou les échanges épistolaires) à une époque où les journaux étaient encore peu nombreux, et très contrôlés par le pouvoir royal. Et dans ce domaine, le salon d'Holbach a été un lieu important, où se retrouvaient et échangeaient beaucoup des esprits professant les idées les plus radicales pour l'époque : Diderot (qu'il protège et subventionne), Buffon, Claude-Adrien Helvétius.

## Religion et matérialisme

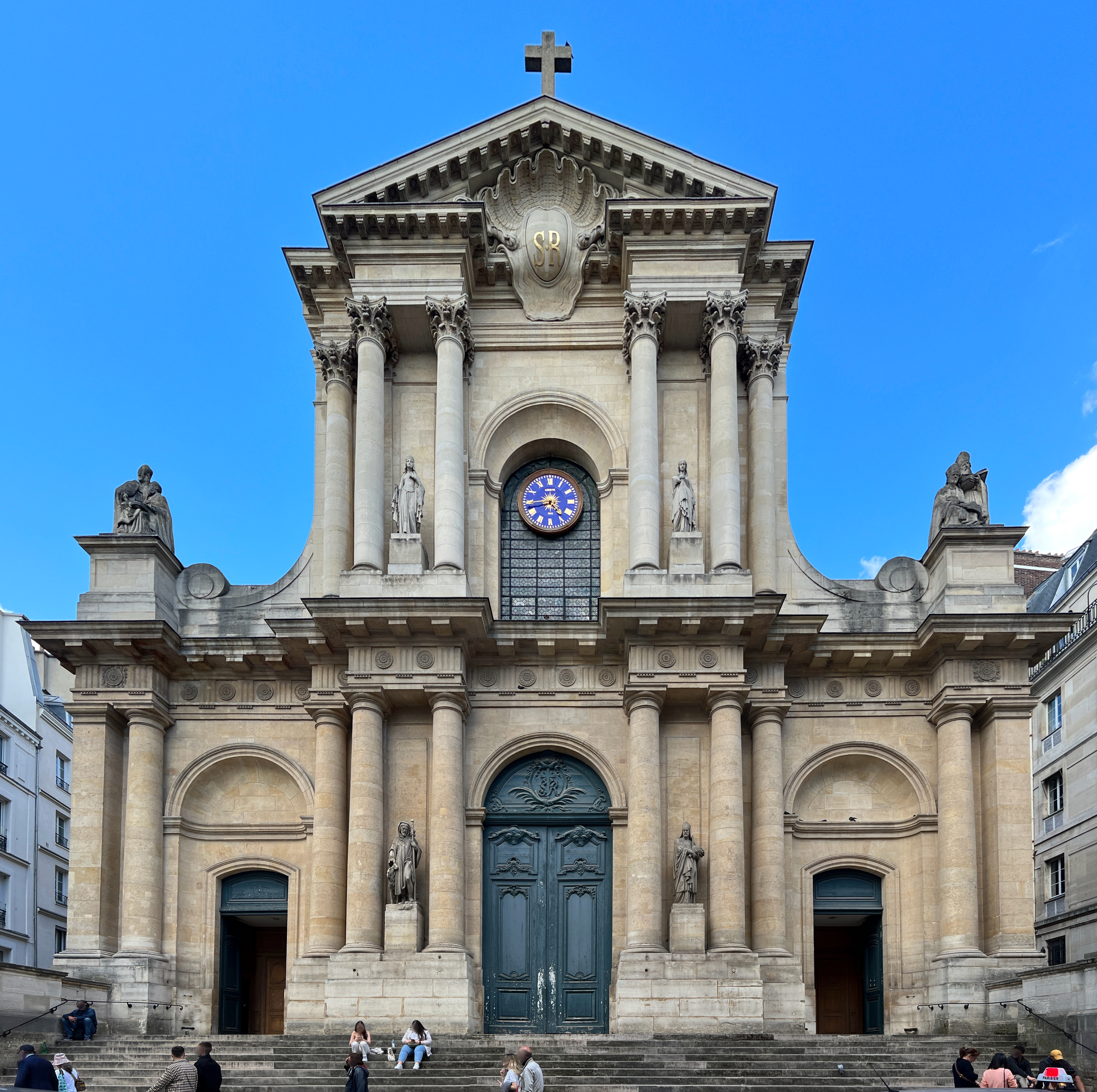
Le lieu de sépulture de d'Holbach dans l'église Saint-Roch (Paris).

D’Holbach place l’homme raisonnable au centre de tout et base sa philosophie sur la nature. Son but est de détacher la morale de tout principe religieux pour la déduire des seuls principes naturels. Dans sa synthèse, Système de la nature, il développe une position matérialiste, fataliste et surtout ouvertement athée, contre toute conception religieuse ou déiste.
Son attitude n'est pas que philosophique : il exprime également une vive hostilité à la religion établie, à ce qu'il considère être son fanatisme, à ses préjugés, à ses intolérances, et l'accuse d'être au service de toutes les tyrannies.
Pour lui il n'y a pas de monde spirituel, mais seulement un monde matériel, celui de la nature, régi par des lois. L'expliquer par des préjugés sans preuve, variant de plus selon les religions, n'a guère de sens. Ces explications brouillent la pensée et empêchent le développement de la science et de la créativité humaine.
La religion est avec la tyrannie l'explication des malheurs de l'humanité, et sa difficulté a accéder a une véritable morale.
Il écrit : « C’est ainsi pour avoir méconnu la nature et ses voies, pour avoir dédaigné l’expérience, pour avoir méprisé la raison, pour avoir désiré du merveilleux et du surnaturel, enfin pour avoir tremblé, le genre humain est demeuré dans une longue enfance dont il a tant de peine à se tirer. Il n’eut que des hypothèses puériles dont il n’osa jamais examiner les fondements et les preuves. Il s’était accoutumé à les regarder comme sacrées, comme des vérités reconnues dont il ne lui était point permis de douter un instant».
Ou encore : « Le plus sûr moyen de tromper les hommes et de perpétuer leurs préjugés, c’est de les tromper dans l’enfance. Chez presque tous les peuples modernes, l’éducation ne semble avoir pour objet que de former des fanatiques, des dévots, des moines ; c’est-à-dire des hommes nuisibles ou inutiles à la société ».
C'est donc l'éducation pour tous qui peut permettre un monde nouveau : « C’est dans les pays où la superstition a le plus de pouvoir que nous trouverons toujours le moins de mœurs. La vertu est incompatible avec l’ignorance, la superstition, l’esclavage [...]. Pour former des hommes, pour avoir des citoyens vertueux, il faut les instruire, leur montrer la vérité, leur parler raison, leur faire sentir leurs intérêts, leur apprendre à se respecter eux-mêmes et à craindre la honte, exciter en eux l’idée du véritable honneur, leur faire connaître le prix de la vertu et les motifs de la suivre. Comment attendre ces heureux effets de la religion qui les dégrade, ou de la tyrannie qui ne se propose que de les dompter, de les diviser, de les retenir dans l’abjection ? ».
En la matière, d'Holbach est très hostile à la position des « lumières modérées » (Voltaire, par exemple), qui considèrent que la liberté et l'éducation pour tous seraient un désastre social en remettant en cause un ordre social qu'ils veulent réformer, mais pas abattre.

## Morale

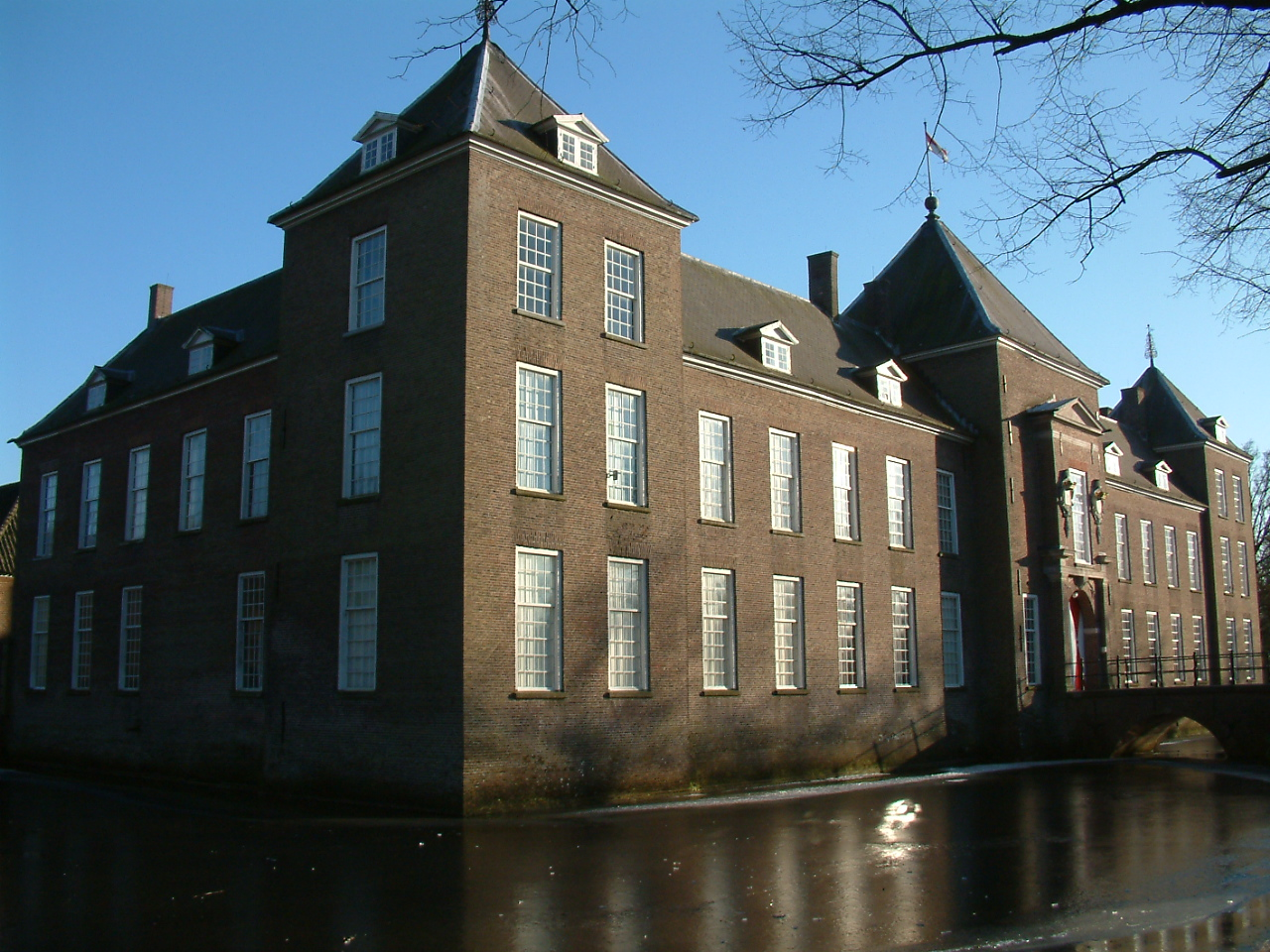
Château de Heeze propriété de François Adam d'Holbach.

La morale de d'Holbach se veut rationaliste, matérialiste et eudémoniste.
En tant que rationaliste et matérialiste, d'Holbach entend démontrer que la morale est non seulement possible mais préférable sans référence religieuse, en s'appuyant sur les seules observations scientifiques de la nature de l'être humain.
En tant qu'eudémonisme, sa morale est fondée sur la recherche du bonheur par chaque personne.
D'Holbach considère que l'observation des lois de la nature humaine permet de constater que tout être humain essaye de préserver son existence et de rechercher son bonheur. Pour y parvenir, les trois règles les plus fondamentales qui orientent le comportement d'un individu sont la préservation de sa liberté, de sa propriété et de sa sûreté. Toute tentative de s'y attaquer entraîne une réaction de défense, et donc des violences qui fracturent le corps social. Ces règles fondamentales doivent donc être respectées, et c'est là le rôle de toute morale. Aucune religion n'est nécessaire pour le comprendre. Pire, beaucoup de religions s'y attaquent.
Tant qu'il ne s'en prend pas à autrui, l'individu doit être libre de ses choix : « en général l'intérêt d'un
homme est ce qu'il juge nécessaire à sa propre félicité ». En la matière, d'Holbach fait d'ailleurs une distinction assez classique dans la philosophie rationaliste depuis le XVIIe siècle, entre liberté intérieure et liberté sociale. D'Holbach ne croit guère que nous sommes intérieurement libres de nos choix : c'est un fataliste (au sens philosophique) et un déterministe, selon lequel nous sommes guidés par notre nature, notre éducation, les évènements que nous rencontrons. Il est important de développer l'éducation pour modifier ces contraintes, mais elles existent. Par contre la liberté d'action et de parole est fondamentale pour ne pas contraindre et faire souffrir les êtres humains, et pour pouvoir s'approcher au mieux de la vérité scientifique : c'est sur cette liberté sociale que d'Holbach se concentre.
La question du déterminisme est depuis les stoïciens souvent opposée à la morale : comment définir et châtier un coupable qui n'a pas le choix de ses actes ? Pour d'Holbach, la réponse est dans le besoin de protection de la société : « Si la société a le droit de se conserver, elle a droit d'en prendre les moyens ; ces moyens sont les lois qui présentent aux volontés des hommes les motifs les plus propres à les détourner des actions nuisibles. Ces motifs ne peuvent-ils rien sur eux ? la société, pour son propre bien, est forcée de leur ôter le pouvoir de lui nuire ».
Ainsi la morale vise à permettre la vie en société en permettant à tous de rechercher son propre bonheur, tout en évitant les violences entre les membres du corps social par la garantie des droits fondamentaux.
La vie en société elle-même trouve son origine dans ce désir de bonheur qui caractérise l'homme. C'est ce besoin qui rassemble les individus : « Ainsi la société est un assemblage d'hommes, réunis par leurs besoins, pour travailler de concert à leur conservation et à leur félicité commune ». C'est ce besoin de vie en commun qui rend indispensable la morale.
Les privilèges de la noblesse ou du clergé, ainsi que la tyrannie monarchique, sont des attaques directes contre les trois droits naturels de l'Homme, et, pour d'Holbach, sont donc contraires à toute morale raisonnable.
Le système moral de d'Holbach est donc basé sur des principes, mais au quotidien il est pragmatique. Il évalue le caractère bon ou mauvais d'une action selon le critère de l'utilité : la vertu est ce que le jugement raisonnable de chaque individu et de ses pairs peut définir comme utile à la réalisation de son bonheur et de celui de son semblable. « Nous n'appellerons vertu que ce que l'expérience, la
réflexion, la raison nous montreront en tous temps, en tous lieux conformes à l'utilité générale et réelle des habitants de la terre »
D'Holbach et d'autres ont ici fortement influencé la déclaration d'indépendance américaine (et son « droit au bonheur » pour tous les hommes) et l'article 2 de la Déclaration des droits de l'homme et du citoyen de 1789.
Dans un débat en matière de philosophie morale plus ancien, d'Holbach est clairement en faveur de l'idée d'un soubassement universel à la morale, appuyée sur l'existence de lois communes de la nature humaine : la préservation de sa vie, de ses biens, de sa liberté, et la recherche du bonheur. Tous les êtres humains ont les mêmes besoins fondamentaux. Il peut donc exister des droits et une morale universelle. Il s'oppose ici à des auteurs (souvent plus conservateurs), qui considèrent que les morales de chaque société sont orientées par leur passé, leur caractéristique ethniques ou leurs religions, et sont donc irréductiblement différentes.
Enfin, pour d'Holbach, si la morale a un fondement universel, la religion et la tyrannie n'ont cessé de construire des superstitions qui ont éloigné l'humanité du bonheur et de la véritable morale :

« Toutes les religions du monde ont autorisé des forfaits innombrables. Les juifs, enivrés des promesses de leur Dieu, se sont arrogé le droit d'exterminer des nations entières. Fondés sur les oracles de leurs dieux, les Romains, en vrais brigands, ont conquis et ravagé le monde. Les Arabes, encouragés par leur divin prophète, ont porté le fer et la flamme chez les chrétiens et les idolâtres. Les chrétiens, sous prétexte d'étendre leur sainte religion, ont cent fois couvert de sang l'un et l'autre hémisphère. »

— Paul Henri Thiry d'Holbach, Le Bon Sens du curé Meslier, suivi de son testament (1772)

## L'éducation
Suivant une position habituelle chez les philosophes des Lumières, l'éducation est considérée comme essentielle par d'Holbach. Elle l'est d'autant plus que l'éducation de son temps est fortement dominée et influencée par l'Église. À ce titre, elle est orientée contre la science et la raison. De ce fait, estime d'Holbach, quiconque « veut savoir quelque chose doit s'éduquer lui-même ».
Le pouvoir lui-même est intéressé à cet échec éducatif, car « le despotisme [...] ne parait se proposer que de retenir les hommes que dans une stupidité permanente, de les diviser pour les soumettre, d'opposer des obstacles continuels au développement de leur esprit ». « Dans quel pays voit-on les souverains s'occuper » d'éducation ? Et cette réalité est particulièrement difficile à combattre. L'individu entièrement ignorant, prévient d'Holbach, est également entièrement crédule, soumis à toutes sortes de croyances dont il n'a pas les moyens culturels de douter, et devient violent lorsqu'on remet en cause ses préjugés.
L'éducation est donc un véritable combat politique, auquel d'Holbach va consacrer une grande partie de ses efforts, en particulier à travers l'Encyclopédie dont il rédigea des centaines d'articles. Quatre-cent-vingt-sept de ces articles sont signés par lui et ne posent donc pas de problème d'attribution. Mais il est notoire (via une lettre du fils d'Holbach et les textes de son assistant, Jacques-André Naigeon) que le baron a écrit de nombreux autres articles qu'il s'est prudemment refusé à signer, donc à assumer publiquement, un procédé très fréquent chez lui (il faut rappeler que l’Encyclopédie fut finalement interdite par l'Église et le pouvoir royal). Les volumes VIII à XVII seront donc publiés à l'étranger avec des articles généralement non signés, et vendus en France dans le cadre d'une tolérance incertaine et révocable. John Lough arrive ainsi à plus de 1 000 articles attribué au philosophe, un nombre que Alain Sandrier estime possible, mais avec une marge d'incertitude significative sur bon nombre d'entre eux.
En matière de conception de ces articles, la démarche de d'Holbach est assez similaire à celle de bon nombre d'autres encyclopédistes : si certains articles sont très personnels (en particulier dans les domaines religieux ou politiques), beaucoup d'autres sont un résumé d'autres sources plus ou moins clairement identifiables. G Goggi a ainsi démontré que toute la section consacrée à l’Inde dans l'Encyclopédie, soit une quarantaine d’articles, est à attribuer au baron sur la base de sa lecture de An Universal History (en). D'Holbach est ici un vulgarisateur et un passeur de connaissances pour les lecteurs, et n'a plus rien du penseur original de ses livres.
L'Encyclopédie est un des domaines où le baron a le mieux déployé sa conviction qu'une rénovation profonde de l'éducation était indispensable pour ancrer une société fondée sur la raison et la liberté. Ces centaines d'articles portent certes sur des sujets religieux et politiques, mais aussi pour des centaines d'articles (signés ou non signés) sur des sujets scientifiques, qui montrent clairement qu'il ne se considère pas seulement comme un militant politique, mais aussi comme un porteur de connaissances pour le plus grand nombre. Avec l'achèvement de l’Encyclopédie (en 1765), l'approche du baron change. Il délaisse la partie éducative de son œuvre et se concentre désormais sur la partie militante et clandestine de celle-ci, mais toujours en rappelant qu'aucune société nouvelle ne pourra s'établir sans une rénovation profonde de l'éducation des esprits, au bénéfice de la raison, de la tolérance et de la liberté. Y compris, ce qui est très marginal pour l'époque, au bénéfice des femmes.

## La place des femmes
La question du rôle des femmes n'est pas au cœur de la philosophie du Baron, mais sa vision de la morale naturelle, qui défend de faire du mal à autrui et valorise la recherche du bonheur, ainsi que la place qu'il donne à la liberté et l'éducation dans la construction de la vertu, l'amène à faire une critique assez ferme du sort fait aux femmes dans les sociétés de son temps. « Dans tous les pays de la terre, le sort des femmes est d'être tyrannisées ». Après avoir dépeint sous un angle négatif le sort des femmes dans d'autres cultures, d'Holbach ajoute « L'Européen, au fond, malgré la déférence apparente qu'il affecte pour les femmes, les traite-t-il d'une façon plus honorable ? En leur refusant une éducation plus censée [...] ne leur montrons-nous pas un mépris très réel ? [...] De la musique, de la danse, de la parure, du maintien, voilà communément à quoi se borne l'éducation d'une jeune personne ».
D'Holbach fustige aussi les mariages forcés : « des parents inhumains forcent souvent une fille à prendre les engagements les plus contraires à son goût ; elle est conduite en victime aux autels, et forcée d'y jurer un amour inviolable à un homme pour qui elle ne sent rien [...] elle est remise au pouvoir d'un maitre ». La conséquence ne peut en être que des dérèglements, les infidélités qui ruinent l'harmonie des ménages, et finalement le malheur de tous. On retrouve ici une des idées maitresses de d'Holbach : la privation de liberté n'amène pas l'ordre social, mais bien la révolte et donc le désordre.
La situation de la femme à laquelle on refuse une éducation est encore aggravée par la misère : « A combien de danger la négligence du Gouvernement et le défaut d'éducation n'exposent-ils pas la fille de l'homme du peuple ! [...] elle semble destinée [...] à devenir la victime de la prostitution ». La position morale classique qui fait peser la responsabilité sur la femme pécheresse est ici inversée : « est-il un préjugé plus absurde et plus cruel que celui qui condamne à une infamie perpétuelle tant de faibles créatures, tandis que les auteurs de leurs fautes [les hommes] osent se vanter de leurs triomphes odieux ».
Évoquant le rôle politique que peuvent jouer les femmes, d'Holbach est ouvert mais peu précis : « Platon appelle les femmes au gouvernement des états [...] mais il veut que leur éducation soit la même que celle des hommes ». Le philosophe approuve manifestement Platon, mais ne développe pas le sujet.
Toujours favorable à la liberté individuelle, d'Holbach critique l'indissolubilité du mariage, qui « empoisonne la source même du bonheur des citoyens ». Obliger des personnes qui se détestent à rester unies jusqu'à la mort est une cruauté inspirée par le fanatisme religieux le plus absurde.
D'Holbach conserve une vision assez traditionnelle de la famille vertueuse, vivant dans la fidélité et l'entraide. S'il ne se prononce pas clairement pour une totale égalité civique et politique des femmes, le Baron est cependant, dans sa défense de l'éducation et de la liberté de choix pour les femmes, très éloigné d'auteurs de son temps, comme Rousseau (« La femme est faite pour céder à l’homme et pour supporter même son injustice »), et à ce titre en avance sur son époque.

## Politique et gouvernement
Le système politique et légal n'est que la traduction du système moral. La politique doit permettre de façon prioritaire de préserver les droits fondamentaux (la vertu). De même que la morale collective est fondée sur les besoins individuels, de même le système politique traduit cette morale en termes législatifs, juridiques et institutionnels.

### Le bien social et l'utilité
Le bien social implique le maintien de l'ordre, les bienfaits de la vie en société, la bonne administration de la justice, les secours en cas de problèmes, la protection des fruits du travail, la sûreté des citoyens. Pour ce faire, l'art de gouverner doit promouvoir vertu, utilité et bonheur, trois concepts importants chez l'auteur. Josiane Boulad-Ayoub peut ainsi écrire au sujet du besoin d'un système politique chez d'Holbach : « C'est le passage même de l'état d'individu à l'état d'associé pour optimiser l'état naturel de satisfaction auquel on vise, qui nécessite de statuer sur les droits et les obligations réciproques entre la société et ses membres et aussi bien de convenir de la forme la plus appropriée de gouvernement comme des relations entre le souverain et les sujets ».
L'autorité et la légitimité d'un système politique (la « société ») n'existent que via les avantages qu'il procure à ses membres, et qui doivent être supérieurs aux bénéfices que l'homme aurait retiré s'il avait continué de
vivre seul.
Pour d'Holbach, « le gouvernement est la somme des forces de la société déposées entre les mains de ceux qu'elle a jugé les plus propres à la conduire au bonheur ». Ceux
qui ont été désignés pour représenter les citoyens peuvent contraindre les récalcitrants à respecter la volonté collective et ses lois. Mais les citoyens peuvent de leur côté révoquer le pacte social en cas d'échec du gouvernement à assurer le bonheur commun. Cette révocation peut aller jusqu'à la rébellion si besoin est : « Le citoyen n'obéit qu'à ce que l'Autorité a droit de lui commander, et jamais l'autorité n'a droit de rien commander de contraire à la nature, à la justice et au bien-être d'un tout auquel elle est subordonnée ». Dès que l'on s'aperçoit que le Souverain substitue sa volonté à la volonté publique, on est autorisé à lui résister et à le démettre.

### Les besoins et droits fondamentaux des êtres humains
Parmi les trois besoins que les humains cherchent toujours à préserver (leur liberté, leurs biens et leur sûreté), la liberté est le plus important. D'Holbach en fait la condition à la préservation de la propriété (un esclave ne peut rien conserver du fruit de son travail), et de la sûreté (sans liberté, les abus de l'autorité sont inévitables). D'Holbach croit passionnément à la liberté de penser, de parler ou d'écrire, liberté qui doit être inconditionnelle.
En résolvant les tensions, la liberté est d'ailleurs un facteur de stabilité sociale et politique, et est dans l’intérêt du gouvernement, une idée qui est très mal admise à l'époque. La liberté est étroitement liée au désir de bonheur puisque l'homme épris de liberté peut utiliser ses facultés pour rendre son existence heureuse.
Convaincu que la liberté d'expression ne doit pas subir de limite, d'Holbach est cependant conscient que la liberté absolue d'action est impossible. Un homme seul doit au moins se préserver, et un homme en société doit respecter les droits humains d'autrui. La liberté d'action du citoyen trouve donc des limites, soit par la vertu et la morale qui lui défendent de nuire à autrui, soit par des lois qui l'y contraignent.

### Égalité et privilèges
En matière d'égalité, d'Holbach rejette tout système de privilèges, que ce soit celui de la noblesse ou du clergé. Les citoyens doivent être libres, mais aussi égaux en droits. L'égalité des droits ne signifie cependant pas l'égalité absolue des conditions. Si la liberté permet de faire des choix différents, alors ces choix différents auront des conséquences différentes. L'utilité sociale (les conséquences des choix faits par chacun à la lumière de sa recherche du bonheur et de sa raison) sera donc inégalement répartie.
Pour éviter que les inégalités aillent trop loin et sapent le corps social et le bonheur commun, d'Holbach recommande l'établissement de lois remédiant à l'inégalité naturelle des hommes : en protégeant également tous les citoyens sans considération de richesse, et en réduisant la disparité des niveaux de vie entre pauvres et riches. Josiane Boulad-Ayoub voit chez d'Holbach une des sources importante de la seconde partie de l'article I de la déclaration des droits de l'Homme et du citoyen de 1789 : « Les distinctions sociales ne peuvent être fondées que sur l’utilité commune ».
D'Holbach est influencé par les physiocrates, qui fondent la richesse des nations sur l'agriculture, la liberté des échanges et le despotisme légal. Comme eux il considère que l'agriculture est la source de toute richesse. Il rejette par contre le despotisme légal. Enfin, s'il adhère au principe de la liberté du commerce, il en met en doute certaines conséquences. En particulier, inquiet des risques de trop fortes inégalités sociales, il craint que la totale liberté du commerce mène à des enrichissements abusifs.
La volonté d'enrichissement à tout prix peut certes être utile, mais elle reste dangereuse socialement et moralement. Le véritable fondement de l'économie restant les « cultivateurs », ceux-ci doivent rester avantagés par rapport aux commerçants, y compris par des interventions de l'état. S'il ne demande pas une égalité des conditions, d'Holbach est donc hostile à un excès des différenciations sociales.

### Le gouvernement mixte
S'il est très radical dans bien des domaines par rapport à d'autres philosophes des lumières, d'Holbach n'est pas à proprement parler un républicain. Sa préférence va plutôt à un système inspiré de Montesquieu, que d'Holbach appelle « le gouvernement mixte » : le pouvoir est partagé entre le souverain et des institutions formées de représentants choisis parmi les citoyens. Le souverain (qui n'est pas nécessairement un monarque) est « [un] citoyen à qui les nations ont conféré le droit de les gouverner pour leur propre félicité ». Le pouvoir du souverain est limité par les lois, par les citoyens et par les buts fondamentaux de la société : le bonheur commun.
Les représentants ont pour fonction de prévenir les abus du souverain en veillant à défendre les intérêts de ceux qui les ont désignés, et en faisant respecter la volonté générale des sujets. D'Holbach fustige la monarchie absolue comme une tyrannie mais ne remet pas en cause le principe même de la monarchie (il n'écarte pas non plus une république). Cette souplesse découle de son raisonnement « utilitariste, qui ne permet pas de définir a priori le système idéal et qui renvoie à l'expérience la tâche de décider. Enfin il appartient aux gouvernés, comme on l'a vu, de décider si leur consentement est ou non un marché de dupes ». Mais le baron ne milite pas pour un suffrage universel : pour lui ce sont les cultivateurs les bases du système politique. « L'artisan, le marchand, le mercenaire [le salarié] doivent être protégés par l'état qu'ils servent utilement à leur manière, mais ils n'en sont pas de vrais membres [...] c'est le sol, c'est la glèbe qui fait le citoyen ». On retrouve ici l'influence très nette de la pensée physiocrate sur le baron.
On peut noter une évolution dans la position du baron sur les représentants de la nation, entre son article « représentant » dans l'Encyclopédie, article écrit au début des années 1760, et la vision qu'il exprime dans son livre Système social, écrit en 1773. Cette évolution est assez typique de deux choses : la radicalisation progressive des écrits de d'Holbach avec le temps, mais aussi l'alternance de texte modérés publiés légalement et visant le grand public et d'ouvrages plus radicaux, publiés à l'étranger, diffusés en France clandestinement, et destinés à un public plus militant.
Dans son article pour l'Encyclopédie, d'Holbach pense ainsi les représentants comme issus des propriétaires, faisant place au clergé et à la noblesse (malgré de nombreuses critiques sur leurs actions) et conseillant plus qu'ils ne contestent le roi. « On le voit, l’article Représentants, malgré sa hardiesse, offre une vision finalement consensuelle et conciliatrice : le représentant ne prétend pas au « citoyen » militant mais ambitionne de donner son point de vue au prince, ce dernier restant le seul à pouvoir rassembler et équilibrer ces vues partielles, aux intérêts nécessairement divergents ».
A l'inverse, « le développement du Système social est moins précis et circonstancié, plus général, plus violent aussi, et vise très clairement la situation française ». D'Holbach y attaque « des souverains,qui toujours tendirent au despotisme ». La société lui semble « se partager en oppresseurs & en opprimés. [...] le peuple a toujours tort [...] les doléances sont punies comme séditieuses ». « L'abus fut & sera toujours à côté du pouvoir ». Les représentants n'y sont dès lors plus des conseillers, mais un contre-pouvoir,, le souverain devient révocable en cas d'abus, et le rôle du clergé et de la noblesse disparaît.

### Le rejet du modèle britannique
Bien que suivant Montesquieu sur la question du « gouvernement mixte », d'Holbach ne l'approuve pas dans sa vision positive de la monarchie britannique, souvent présentée en France à l'époque par les philosophes des Lumières comme un modèle à suivre.
Ayant séjourné une partie de l'année 1765 en Angleterre, il en revient très critique de la vénalité des élections, de l'excès de pouvoir de la monarchie, du poids excessif de l'aristocratie et du clergé. Le parlement ne peut prétendre représenter réellement le peuple. Pour d'Holbach, c'est finalement le roi, appuyé sur une aristocratie et un clergé aux ordres, neutralisant le parlement par la vénalité, qui reste maitre du jeu. Le système n'est qu'un trompe-l’œil qui donne l'illusion de la liberté, et qui couvre des inégalités sociales et politiques criantes. A ce titre, « la corruption des sujets [qui découle de ce système] est peut-être pire à la longue que la tyrannie », car elle les convaincs de ne pas se révolter.
Pierre Lurbe fait ici remarquer que d'Holbach reprend, parfois mot pour mot, les approches de James Harrington et de ses successeurs, fondant une société libre sur une classe de citoyens autonomes grâce à la propriété de la terre, et pouvant s'opposer au monarque absolutiste. Très avancée (et minoritaire) lors de sa rédaction dans les années 1650, le harringtonisme est devenu au cours du XVIIIe siècle de plus en plus influent et de plus en plus conservateur (néo-harringtonisme), en défendant le rôle privilégié de la gentry dans le système politique et social britannique.
Cette ressemblance thématique a parfois fondé une vision relativement conservatrice d'Holbach, qui aurait défendu un modèle certes hostile à la monarchie absolue, mais très éloigné d'une véritable pensée démocratique.
Pour Pierre Lubre, cette approche méconnaît la pensée du philosophe. En effet d'Holbach « critique [...] âprement le système politique qu'ils [les néo-harringtonniens] ont fondés » en Grande-Bretagne. Contrairement à la pensée Whig modérée britannique (fortement teintée de néo-harringtonisme), « d'Holbach n'avait guère confiance dans des corps intermédiaires qu'il jugeait plus préoccupés de défendre leurs droits et leurs privilèges que de promouvoir le bien public ».
De fait, au lieu de ne s'appuyer que sur les propriétaires fonciers, d'Holbach élargit la base sociale de la société politique qu'il appelle de ses vœux à tous les cultivateurs (« c'est l’intérêt du cultivateur qui constitue le véritable intérêt de l'état »). Ainsi, à la propriété de la terre, base des vertus publiques (autonomie vis-à-vis du souverain, engagement civique) chez les néo-harringtoniens britanniques, est substitué le travail, base des vertus publiques. Pour d'Holbach « la vertu consiste à se rendre heureux par le bonheur que l'on procure aux autres ». En définitive, malgré une ressemblance superficielle entre les thèmes des néo-harringtoniens et d'Holbach (en particulier la notion d'autonomie du citoyen actif et l'importance des vertus civiques), « il n'en reste guère plus que la coquille, que l'apparence extérieure, tant le sens a changé », dans une direction beaucoup plus démocratique.

## Héritage
Lui même influencé par les auteurs qui l'ont précédés (comme John Locke ou Montesquieu), d'Holbach a fortement influencé la période prérévolutionnaire des années 1770-1780, comme Diderot (un proche allié) ou Jean-Jacques Rousseau (qui rejette par contre une grande part de sa philosophie).
D'Holbach, qui ne publiait que sous pseudonyme du fait de la radicalité de ses propos, a été peu connu par le grand public de son vivant, même si son influence sur d'autres philosophes (Helvetius, Denis Diderot) était forte. Et même si ses livres publiés anonymement ont eu beaucoup de succès, la difficulté à reconstituer le corpus de ses œuvres (dans le courant du XIXe siècle) a rendu sa postérité moins célèbre que celle de ses amis.
Pour Josiane Boulad-Ayoub, il est cependant l'un des inspirateurs de la révolution et de la déclaration des droits de l'Homme : « La redéfinition du citoyen qu'opère le libéralisme politique de d'Holbach, les fondements philosophiques qu'il lui fournit aura eu, en effet, partie liée avec le renouvellement des rapports que l'homme comme être sensible et raisonnable, mû par le désir de bonheur et épris de liberté, devait engager avec les forces arbitraires pour leur substituer l'autorité de la raison, le pouvoir de la vérité, la suprématie de la loi, la souveraineté du peuple. Et la Déclaration [des droits de l'Homme] intégrant au discours constitutionnel ces valeurs auxquelles aspire le nouveau citoyen aussi bien que les principes qui guident son action, s'apprête [en 1789] à transformer en pratiques sociales les droits civiques et politiques qu'elle proclame ».
Jonathan Israel le voit lui aussi comme un des philosophes qui ont le plus marqué le tournant révolutionnaire que la France connaitra peu après sa mort, en 1789.

## Œuvre
Pour des raisons de sécurité, et eu égard à leur radicalisme, Paul Thiry d'Holbach n'a guère signé ses œuvres, restant très discret jusqu'à sa mort en 1789, évitant ainsi d'être inquiété par les pouvoirs royal et religieux. Son recours au pseudonyme ou à l’anonymat, conséquence d’une production en grande partie clandestine, a longtemps compliqué les recherches. Si la plupart de ses écrits lui sont aujourd'hui clairement attribués, certains textes, comme ses centaines d'articles dans l'Encyclopédie, posent parfois encore problème.
Leur ton lui aussi peut varier : « on perçoit, en passant de l’Encyclopédie à la littérature clandestine, une nette inflexion vers une agressivité [de d'Holbach] à l’encontre du régime en place ». « Diderot évoque [dans une lettre] une discussion âpre mais enjouée sur la dissimulation entre Naigeon, d’Holbach et lui-même en 1769, soit après la publication de l’Encyclopédie et au moment où d’Holbach a déjà lancé ses activités clandestines antireligieuses ». Là où Diderot préfère un certain compromis dans l'expression (sensible dans ses articles de l'Encyclopédie), d'Holbach préfère alterner textes officiels prudents et textes clandestins sans retenue, quitte à rester inconnu du grand public, ce qu'il parviendra à réaliser jusqu’à sa mort.
La publication en 1770 (sous pseudonyme) de son Système de la nature, présentant sa vision d'un monde matériel, scientifiquement descriptible sans recours à la religion, fut un « best-seller » plusieurs fois réédité et eut un énorme retentissement : le gouvernement le défère au Parlement qui condamne le livre, le 18 août 1770, à être brûlé au pied du grand escalier du palais. La Contagion sacrée est aussi brûlée, en même temps que quatre autres de ses ouvrages. De nombreux livres sont ensuite publiés pour réfuter les thèses du Système de la nature :
- Bergier : Examen du matérialisme, ou Réfutation du système de la nature, 1771
- Denesle, M. : Préjugés des anciens et des nouveaux philosophes sur l’âme humaine, Paris, 1775
- Castillon, de Berlin : Observations sur le système de la nature
- Jean-Baptiste Duvoisin publie trois ouvrages en 1775, 1778 et 1780 pour réfuter, ainsi que Holland, Guillaume Rochefort (en 1771) ou Saint-Martin (en 1775).
- Voltaire le critique de manière ambiguë. Il fait l’éloge du livre, en critique le style et fait deux articles de réfutation (Dieu et Style) dans ses Questions sur l'Encyclopédie sans contester le fatalisme.

Dans la bibliographie donnée dans l’édition de 1820 du Système de la nature (cette fois-ci publiée sous son véritable nom), cinquante ouvrages lui sont attribués, avec, en plus, une participation à l’Histoire philosophique des deux Indes de l’abbé Raynal, autre livre radical qui entraîna de vives controverses. Un de ses ouvrages les plus importants est Système social, ample critique de la monarchie absolue.
Outre les ouvrages philosophiques et de théologie critique, son œuvre porte sur la chimie (Traité du soufre), la physique, la métallurgie, la géologie (l’Art des mines et un essai sur l’Histoire naturelle des couches de la terre, traduits de Lehmann, 1759), mais aussi sur la politique et le droit (Principes de la législation universelle, Amsterdam, 1773).

### Citations
« La religion est l'art d'enivrer les hommes pour détourner leur esprit des maux dont les accablent ceux qui les gouvernent. »
« Les philosophes de l’Antiquité semblent encore avoir souvent à dessein enveloppé leur doctrine de nuages. La plupart d’entre eux, pour la rendre plus inaccessible au vulgaire, ont eu une double doctrine, l’une publique et l’autre particulière, qu’il est difficile de distinguer dans leurs écrits, surtout après qu’un grand nombre de siècles en a fait perdre la clef. La philosophie, pour être utile dans tous les âges et à tous les hommes, doit être franche et sincère ; celle qui n’est intelligible que pour un temps ou à quelques initiés devient une énigme inexplicable pour la postérité. »
« Quand on réfléchit sans préjugé sur les choses humaines, on est émerveillé de voir jusqu'où la superstition peut porter ses excès, et l'on est incertain si l'on doit plus admirer l'aveuglement des peuples ou la hardiesse effrontée de ceux qui les trompent. » (De l'imposture sacerdotale,1767)
« Les honnêtes gens, quand ils ont des lumières, sont ennemis de l’imposture ; d’où l’on voit que les prêtres sont réduits à se contenter des ignorants & des fripons, ce qui n’empêche pas qu’ils n’aient le grand nombre pour eux. » (L'esprit du clergé, 1767).

### Œuvres attribuées de manière certaine
- Lettre à une dame d’un certain âge sur l’état présent de l’opéra, Paris, 1752 (lire en ligne sur Gallica).
- Le Christianisme dévoilé, ou Examen des principes & des effets de la religion chrétienne, 1766.
- L'Antiquité dévoilée par ses usages : ou Examen critique des principales opinions, cérémonies et institutions religieuses et politiques des différens peuples de la terre, Amsterdam, 1766 (lire en ligne sur Gallica).
- La Contagion sacrée : ou Histoire naturelle de la superstition, Londres, 1768 (lire en ligne sur Gallica).
- Lettres à Eugénie, ou Préservatif contre les préjugés, 1768
- Théologie portative, ou Dictionnaire abrégé de la religion chrétienne 1768. Dictionnaire coécrit avec Naigeon et publié sous le pseudonyme de « Bernier, licencié en théologie », les entrées sont des descriptions humoristiques, ironiques et anti-cléricales[55],[56].
- L' Esprit du judaïsme, ou Examen raisonné de la Loi de Moïse, et de son influence sur la religion chrétienne, 1770
- Essai sur les préjugés, ou De l’influence des opinions sur les mœurs & le bonheur des hommes 1770[57](Lire en ligne)
- Système de la nature, 1770.
- Histoire critique de Jésus-Christ, 1770 (lire en ligne sur Gallica).
- Tableau des Saints, ou Examen de l’esprit, de la conduite, des maximes & du mérite des personnages que le christianisme révère & propose pour modèles, 1770 (Lire en ligne)
- Politique naturelle : ou Discours sur les vrais principes du Gouvernement, 1773, tome sur Gallica, lire en ligne sur Gallica.
- Système Social : ou Principes naturels de la morale et de la Politique, avec un examen de l’influence du gouvernement sur les mœurs, Londres [Paris], 1773, 3 vol., tome 1 sur Gallica, tome 2 sur Gallica, tome 3 sur Gallica.
- Le Bon Sens, Londres [Paris], 1772 (lire en ligne sur Gallica).
- Le Bon Sens puisé dans la Nature, Coda poche 2007
- Éthocratie, ou Le gouvernement fondé sur la morale, 1776
- La Morale Universelle : ou Les devoirs de l’homme fondés sur la Nature, Amsterdam, tome I sur Gallica, tome II sur Gallica, tome III sur Gallica.
- Éléments de la morale universelle, ou Catéchisme de la Nature, 1790 Lire en ligne
- Essai sur l'art de ramper. Paul Henri Dietrich baron d'Holbach, 1723-1789, Essai sur l'art de ramper, à l'usage des courtisans, facétie philosophique tirée des manuscrits de feu M. le baron d'Holbach et insérée dans la Correspondance de Grimm (décembre 1790) : XVIIIe siècle : 1723-1790, Paris, Correspondance de Grimm, 1790, 1790[58]
  - S.d., (BNF 30611572)
  - S.d., (BNF 30611573)
  - 1972, Microforme Bnf, Reproduction d'un extrait de la Correspondance littéraire de Grimm et Diderot, décembre 1790, Paris : F. Buisson, 1813, p. 611 à 619 (BNF 35154474)
  - 2005, Publication Paris, Abstème & Bobance, (BNF 40081901)
  - 2010, Publication Paris, Allia, (BNF 42137733)
  - 2010, Publication Paris, Éditions Payot & Rivages (BNF 42167133)

### Œuvres attribuées
- Traité des trois imposteurs